# وینیفرد گرینوود
وینیفرد گرینوود (انگلیسی: Winifred Greenwood؛ ‏ ۱ ژانویهٔ ۱۸۸۵ – ۲۳ نوامبر ۱۹۶۱) بازیگر سینمای صامت اهل ایالات متحده آمریکا بود.
از فیلم‌های او می‌توان به عضو معمولی باشگاه، زندگی بزمی و سال کبیسه اشاره کرد.